# خالد بن حمد السليمان
خالد بن حمد السليمان، صحفي وكاتب ومحلل سياسي ومقدم برامج سعودي، يكتب في كل من صحيفة «سعودي جازيت» و«عكاظ». ويقدم برنامج (في العلن) على قناة السعودية.

## السيرة الذاتية
ولد الصحافي والكاتب خالد بن حمد السليمان في السعودية، و يكتب حاليا في كل من صحيفة «سعودي جازيت» و «عكاظ».